# Iolaus emma
Iolaus emma är en fjärilsart som beskrevs av Suffert 1904. Iolaus emma ingår i släktet Iolaus och familjen juvelvingar. Inga underarter finns listade i Catalogue of Life.